# Opere di Giovanni Cariani

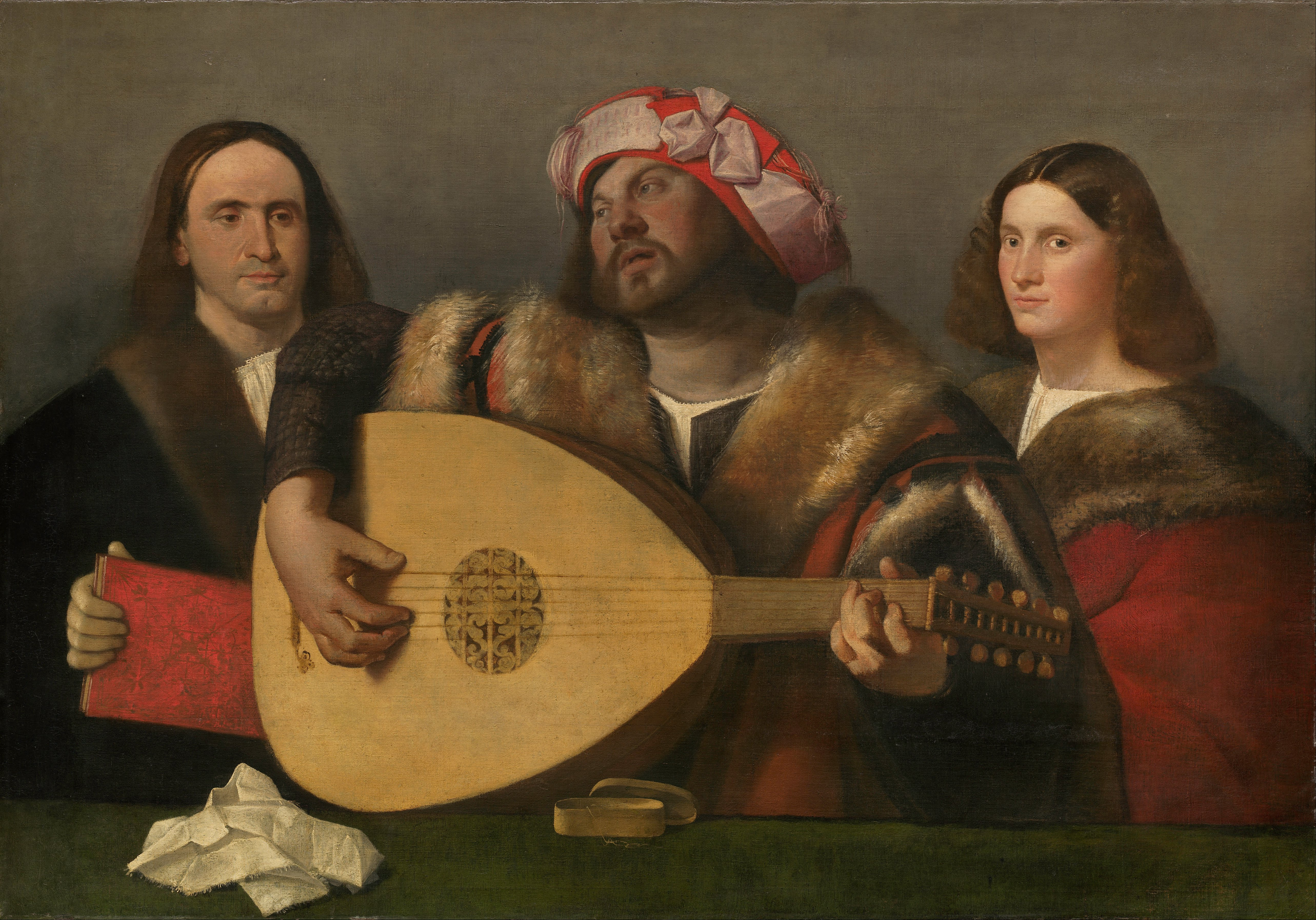
Giovanni Cariani
I musici, ca 1518-1520
Washington, National Gallery of Art

Segue un elenco delle opere di Giovanni Cariani:

## Dipinti in Accademia Carrara
- Madonna del latte con paesaggio, (57x39), olio su tavola, Accademia Carrara, 1517-1518;
- Sacra famiglia in un paesaggio, (63x77), olio su tela, Accademia Carrara, 1517-1518;
- Ritratto di uomo con berrettone o Autoritratto, (43x40), olio su tavola, Accademia Carrara, 1517-1519;
- Ritratto virile, (55x55), olio su tela, Accademia Carrara, 1517-1519;
- Cristo Portacroce, (47x36), olio su tavola, Accademia Carrara, 1517-1520;
- Ritratto di Donna o La schiavona (83x70), olio su tela, Accademia Carrara, 1518-1520;
- Il concerto (106x85), olio su tela, Accademia Carrara, 1520-1522;
- Madonna con offerente, olio su tela, Accademia Carrara, 1520,;
- Sacra conversazione con santa Elena e Costantino, olio su tela, Accademia Carrara;
- Madonna con Bambino e donatore o Madonna Baglioni (56x75), olio su tela, Accademia Carrara 1520;
- Santa Caterina, (93x95) e Santo Stefano (133x49), olio su tela, Accademia Carrara, 1528-1530;
- Sacra conversazione o Invenzione della croce, (161x182), olio su tela, Accademia Carrara, 1528-1530;
- Ritratto di uomo con fondo di marina, (71x55), olio su tela, Accademia Carrara, 1538-1540;
- Ritratto di Giovanni Benedetto Caravaggi olio su tela, Accademia Carrara, 82x82, 1518-1520;

## Collezioni private

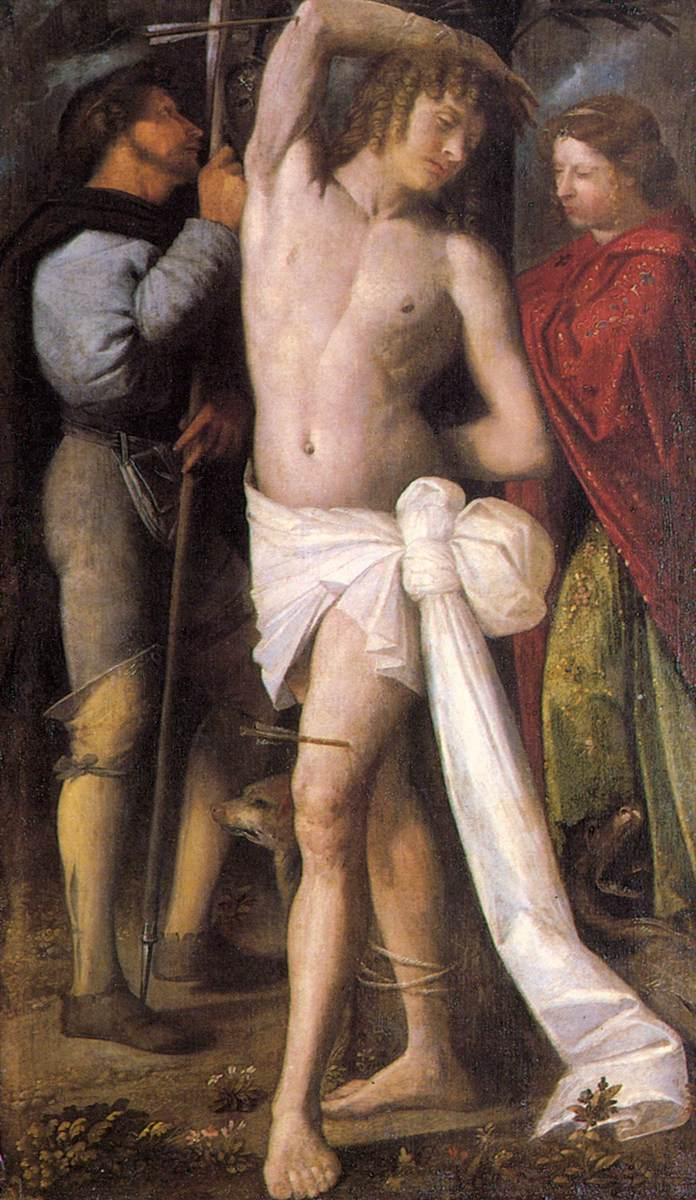
Giovanni Cariani
San Sebastiano
Marsiglia, Museo di Belle Arti

- Madonna con Bambino tra i santi Gerolamo e Agostino (59,7x92,7), olio su tavola, Collezione Holman Hunt, Londra, 1509-1510;
- Ritratto di gentiluomo con ritratto femminile (70x59), olio su tela,  Northwickm, collezione Spencer Churchill, 1510-1514;
- Madonna coi santi Antonio abate e Caterina, e due donatori (104x125), olio su tela, collezione privata, 1514;
- Concerto campestre, (100x162), olio su tela, Collezione privata, Parigi, 1515-1516;
- Ritratto di Gentiluomo con pugnale (8,5x68,5), olio su tela, Chatsworth, Devonshire collection,
- Giuditta (69x56,5), olio su tavola, collezione Audley Neeld, 1516-1517;
- Seduzione, olio su tela, Museo dell'Ermitage, San Pietroburgo, 1516-1518
- Madonna del latte tra i santi Rocco e Giovanni Battista, olio su tavola, collezione privata, Bologna, 1517-1518;
- Cristo benedicente tra i santi Giovanni Battista, Pietro e Paolo e Rocco (65x102), olio su tavola, collezione privata, 1518-1520;
- Ritratto di uomo, (76x65), olio su tela, collezione sabauda, Torino, 1517-1519;
- Concerto (93x130), olio su tela, collezione Rudolph Heinemann, Lugano, 1518-1520;
- Ritratto di uomo con cappello nero (75x63), olio su tela, Milano, 1518-1520;
- Fuga in Egitto (22x62), olio su tavola, collezione privata, 1519;
- Gentiluomini e cortigiane  o Sette ritratti Albani, (117x117), olio su tela, collezione privata, 1519;
- Madonna col bambino tra santa Caterina e un santo Vescovo (81,3x104,10), olio su tela, collezione privata, 1520-1523;
- Riposo nella fuga in Egitto con sant'Anma , (65x95), olio su tela, collezione privata, 1520-1523;
- San Gerolamo in un paesaggio (95x95), olio su tela, collezione Suardi, 1520-1521;
- Sacra famiglia con pastore, (68,5x84),olio su tela,  collezione Roberto Bassi Rathgeb, esposto a villa Zasio di Abano Terme 1538-1530;
- Santi Giovanni Battista e Pietro, (64x54), olio su tavola, collezione Mauro Pellccioli, 1520-1523;
- Madonna col Bambino tra i santi Antonio da Padova e Gerolamo, (110x134), olio su tela, Milano, collezione privata, 1520-1523;
- Santo Stefano, (122x69), olio su tavola, olio su tavola, collezione privata, Svizzera, 1528-1530;
- San Giacomo Maggiore, (135x66), olio su tela, collezione privata Pietro Scarpa antichità, Venezia, 1528-1530;
- Venere nuda in un paesaggio, (77,x135), olio su tela, Hampton court, Royal Collections, 1530-1540;
- Madonna col Bambino e i santi Antonio da Padova, Caterina e tre committenti, (108x135), olio su tela, Collezione privata, Venezia;
- Cristo portacroce e tre sgherri, olio su tela, collezione privata, Roma, 1530-1540;
- Ritratto di uomo con limone, (92,7x73,7), olio su tela, Londra, Christie's, 1531-1535;
- La consegna delle chiavi a Pietro, (149x106), olio su tela, collezione privata, Venezia, 1543[1].

## Musei e chiese

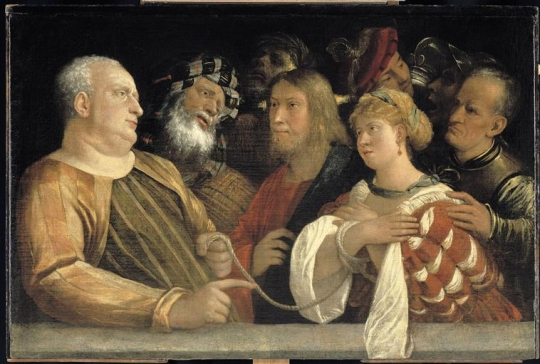
Cristo e l'adultera
Museo Magnin, Digione

- Ritratto di due gentiluomini veneziani, (44,5x63), Museo del Louvre, Parigi, 1510-1512;
- Gentiluomo con un libro (97,8x82,5) Washington, National Gallery, 1510–1515
- Madonna col Bambino, san Giuseppe e sante Lucia e Maddalena, (78x92), olio su tavola, Galleria dell'Accademia, Venezia, 1512-1514;
- Ritratto di Giovane, (59x51), olio su tela, Staatliche Museen, Gemäldegalerie, Berlino, 1514-1516;
- Concerto campestre (Cariani), (103x165), olio su tela, Museo Nazionale, Varsavia, 1515-1516;
- Suonatore di liuto (Cariani), (71x65), olio su tela, Musée des Beaux-Art, Strasburgo, 1515-1516;
- Seduzione (Cariani) (83x96), Museo dell'Ermitage, San Pietroburgo, 1516-1518;
- Ritratto d'uomo con mano sul petto, (66x44), olio su tela, Galleria dell'Accademia, Venezia, 1517-1519;
- Adorazione dei pastori, (153x206), Londra collezione Sackville, 1518-1520;
- Pala di San Gottardo, (270x210), eseguito per la chiesa di San Gottardo e conservato a Pinacoteca di Brera, Milano, 1517-1518;
- Ritratto di un Medolago, (73,7x57,1), olio su tela, Philbrook Art Center, Tulsa, 1517-1519;
- Busto di santa Maria Maddalena (57x45), olio su tavola, Charlbury, collezione Mrs. Buller, 1518-1519;
- Ritratto di violinista, (64x51), olio su tela, Museo Magnin, Digione, 1518-1520;
- Adorazione dei pastori, (132x137), olio su tela, Pinacoteca di Brera, Milano, 1518-1520;
- Ritratto di Gentiluomo con spada, (76x67), olio su tela, Getty Museum, Malibu, 1518-1520;
- Compianto su Cristo morto (100x132), olio su tela, Museo civico Amedeo Lia, La Spezia, 1518-1520;
- Madonna con Bambino e s.Pietro, (723x92), olio su tela, Galleria Borghese, Roma, 1520-1523;

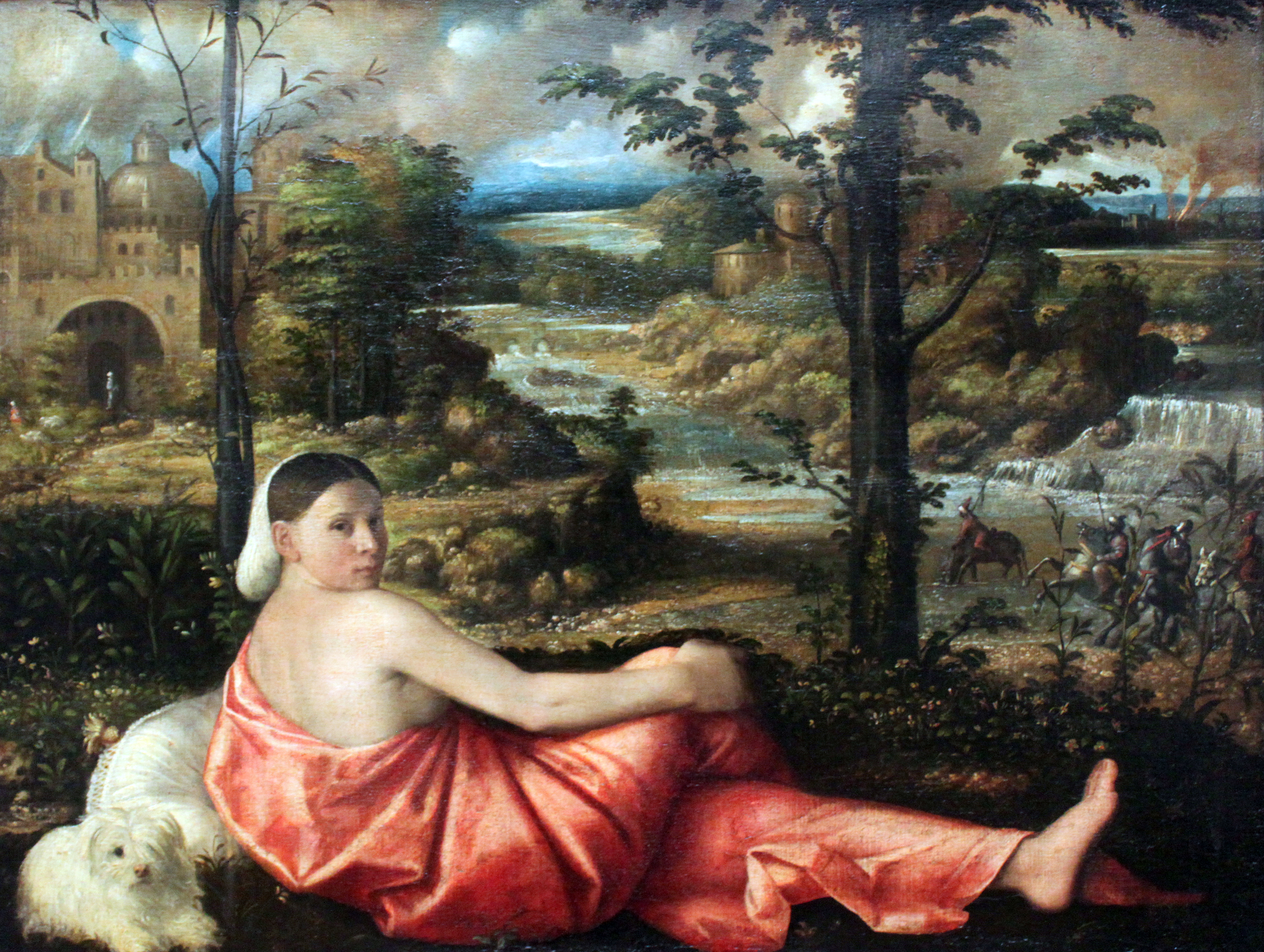
Giovanni Cariani
Giovane donna in un paesaggio, 1522
Berlino, Gemäldegalerie

- Donna distesa in un paesaggio (75x95), olio su tela,  Staatliche Museen, Gemäldegalerie, Berlino,1520-1522;
- San Sebastiano tra i santi Rocco e Margherita, (177x103), olio su tela, Museo des Beaux-arts, Marsiglia, 1520-1521;

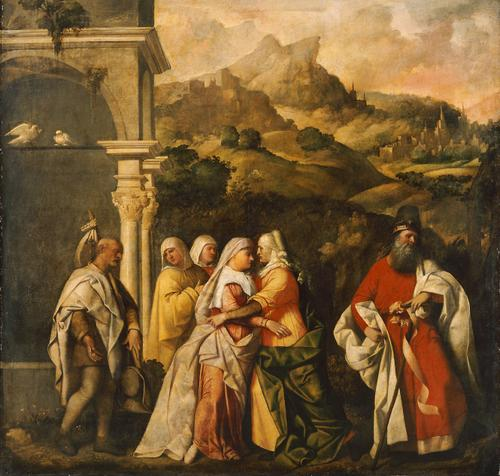
Giovanni Cariani
Visitazione, ca 1524-1528
Vienna, Kunsthistorisches Museum

- Ritratto di gentiluomo con liuto e cane (89x71), olio su tela,  Huntington Galleries, 1520-1522;
- Resurrezione di Cristo, (208x170), olio su tela, Pinacoteca di Brera, Milano, 1520;
- Ritratto di Francesco Albani (108,6x83,2), olio su tela, National Gallery, Londra, 1520;
- Ritratto di Giovanni Antonio Caravaggi, (93,5x93,7), olio su tela, Galleria Nazionale, Ottawa, 1521-1522;
- Adorazione dei pastori, (167x177), olio su tela,  Staatliche Museen, Gemäldegalerie, Berlino, 1522-1523
- Ritratto di astronomo, (92x82), olio su tela, Staatliche Museen, Gemäldegalerie, Berlino, 1522-1523;
- Compianto sul Cristo morto, olio su tela 1527, chiesa di San Pellegrino a San Pellegrino Terme;[2]
- Madonna dei colombi, (90x75), olio su tavola, duomo di Bergamo, 1524-1528;
- Madonna e santa Elisabetta o Madonna cucitrice, (168x164), olio su tela, Palazzo Barberini, Galleria nazionale, Roma, 1524-1528;
- Visitazione (185x189), olio su tela, Kunsthistorisches Museum, Vienna, 1523-1528;
- Ritratto di devoto, (69x51), olio su tela,  Palazzo Barbarini, Galleria nazionale, Roma, 1528-1530;
- Incontro di Cristo e la Veronica, (100x195), olio su tela, Pinacoteca Tosio Martinengo, Brescia, 1525-1530;
- Ritratto di devota, (68x46), olio su tela, Pinacoteca del Castello Sforzesco, Milano, 1528-1530;

- Ritratto di gentiluomo con collana d'oro, (77,2x89,3), olio su tela, Museum of art, Nord Carolina, 1528.1530;
- Madonna col Bambino e san Sebastiano, (74x86), olio su tela, Museo del Louvre, Parigi, 1528-1530;
- Madonna con bambino, i santi Giuseppe, Lucia e Maddalena e un devoto, (85x118), olio su tela, National Gallery Gallery, Londra, 1530-1540;
- Ritratto di vecchio, (76x63), olio su tela, Nasjonalgalleriet, Oslo, 1530-1532;
- Madonna col Bambino, sant'Antonio da Padova, e un devoto, (75x95), olio su tela, chiesa di san Francesco, sagrestia, Rovigo, 1530-1540;
- Madonna col Bambino tra i santi Giuseppe Caterina(83x116), olio su tela, Museo Civico, Vicenza, 1530-1540;
- Incontro di Cristo con la Veronica, (203x312), olio su tela, Raccolta arciduca Leopoldo Guglielmo, 1535-1540;
- Ritratto di vecchio norimberghese, (98,5x89), olio su tela, Kunsthistorisches Museum, Vienna, 1536;
- Ritratto di vecchio, (102x84), olio su tela, Milano Ospedale Maggiore, 1538-1540;
- Ritratto di gentiluomo veneziano, (73x63), olio su tela, Museo di Beaux-arts, Strasburgo, 1538-1540;
- Lot e le figlie, (41x33), olio su tela, Pinacoteca del Castello Sforzesco, Milano, 1540;
- Congedo di Cristo dalla Madre, (58x77), olio su tela, Pinacoteca Ambrosiana, Milano, 1540;
- Salita al Calvario, (63x87), olio su tela, Pinacoteca Ambrosiana,  Milano, 1515-1525;
- Predella raffigurante “Cristo risorto”, “Cristo nel limbo tra due angeli”, una “apparizione di Cristo tra i discepoli” del Polittico di Ponteranica della Chiesa di San Vincenzo e Sant'Alessandro di Ponteranica

## Palazzo Roncalli
- Affreschi esterni 1521, Suonatore di flauto e Bacio rubato, Palazzo Roncalli

## Assegnazione incerta
- Ritratto di fanciulla (Violante)

Vengono attribuiti al Cariani altri lavori, ma non vi è documentazione certa.